# Lacrosse ai Giochi della III Olimpiade
Il lacrosse alla III Olimpiade fu rappresentato da un evento a cui parteciparono solo tre squadre maschili: due provenienti dal Canada e una dagli Stati Uniti. lA squadra canadese Mohawk Indians era completamente formata da indiani Mohawk.

## Risultati
| Evento          | Oro | Argento | Bronzo |
| Torneo maschile | Shamrock Lacrosse Team Élie Blanchard Billy Brennagh George Bretz Billy Burns George Cattanach George Cloutier Sandy Cowan Jack Flett Benjamin Jamieson Stuart Laidlaw Hilliard Lyle Lawrence Pentland | St. Louis Amateur Athletic Association J.W. Dowling W.R. Gibson Hugh Grogan Tom Hunter William Murphy William Partridge George Passmore William Passmore W.J. Ross Jack Sullivan Albert Venn A.M. Woods | Mohawk Indians Black Hawk Black Eagle Almighty Voice Flat Iron Spotted Tail Half Moon Lightfoot Snake Eater Red Jacket Night Hawk Man Afraid Soap Rain in Face |

## Medagliere
| Posizione | Paese       |   |   |   | Totale |
| --------- | ----------- | - | - | - | ------ |
| 1         | Canada      | 1 | 0 | 1 | 1      |
| 2         | Stati Uniti | 0 | 1 | 0 | 1      |
| Totale    | Totale      | 1 | 1 | 1 | 3      |